# Grigorievita
La grigorievita és un mineral de la classe dels fosfats que pertany al grup de la howardevansita. Rep el nom en honor a Dmitry Pavlovich Grigoriev (29 d'octubre de 1909, Perm, Imperi Rus – 2003, Rússia), professor a l'Institut Miner de Sant Petersburg.

## Característiques
La grigorievita és un vanadat de fórmula química Cu₃Fe3+₂Al₂(VO₄)₆. Es tracta d'una espècie aprovada per l'Associació Mineralògica Internacional, i publicada per primera vegada el 2014. Cristal·litza en el sistema triclínic. La seva duresa a l'escala de Mohs és 5.
L'exemplar que va servir per a determinar l'espècie, el que es coneix com a material tipus, es troba conservat al Museu Mineralògic Fersmann, de l'Acadèmia de Ciències de Rússia, a Moscou (Rússia), amb el número de registre: 4278/1.

## Formació i jaciments
Va ser descoberta al segon con d'escòria de l'avanç nord de la Gran erupció fissural del volcà Tolbàtxik, al krai de Kamtxatka (Rússia), on es troba en forma de cristalls gruixuts, prismàtics a tabulars, de fins a 100 μm de mida (normalment de menys de 50 μm). Aquest lloc és l'únic indret de tot el planeta on ha estat descrita aquesta espècie mineral.